# Pretz-en-Argonne
Pretz-en-Argonne est une commune française située dans le département de la Meuse, en région Grand Est.

## Géographie

### Hydrographie
La commune est dans la région hydrographique « la Seine du confluent de l'Oise (inclus) à l'embouchure » au sein du bassin Seine-Normandie. Elle est drainée par l'Aisne, le Fossé 01 de la commune de Pretz-en-Argonne, le ruisseau d'Orne, le ruisseau des Bourguignons et divers autres petits cours d'eau,.
L'Aisne est un  cours d'eau naturel navigable de 256 km de longueur, traversant les cinq départements Meuse, Marne, Ardennes, Aisne, Oise. Elle est un affluent de rive gauche de l'Oise, ce qui fait d'elle un sous-affluent de la Seine. 

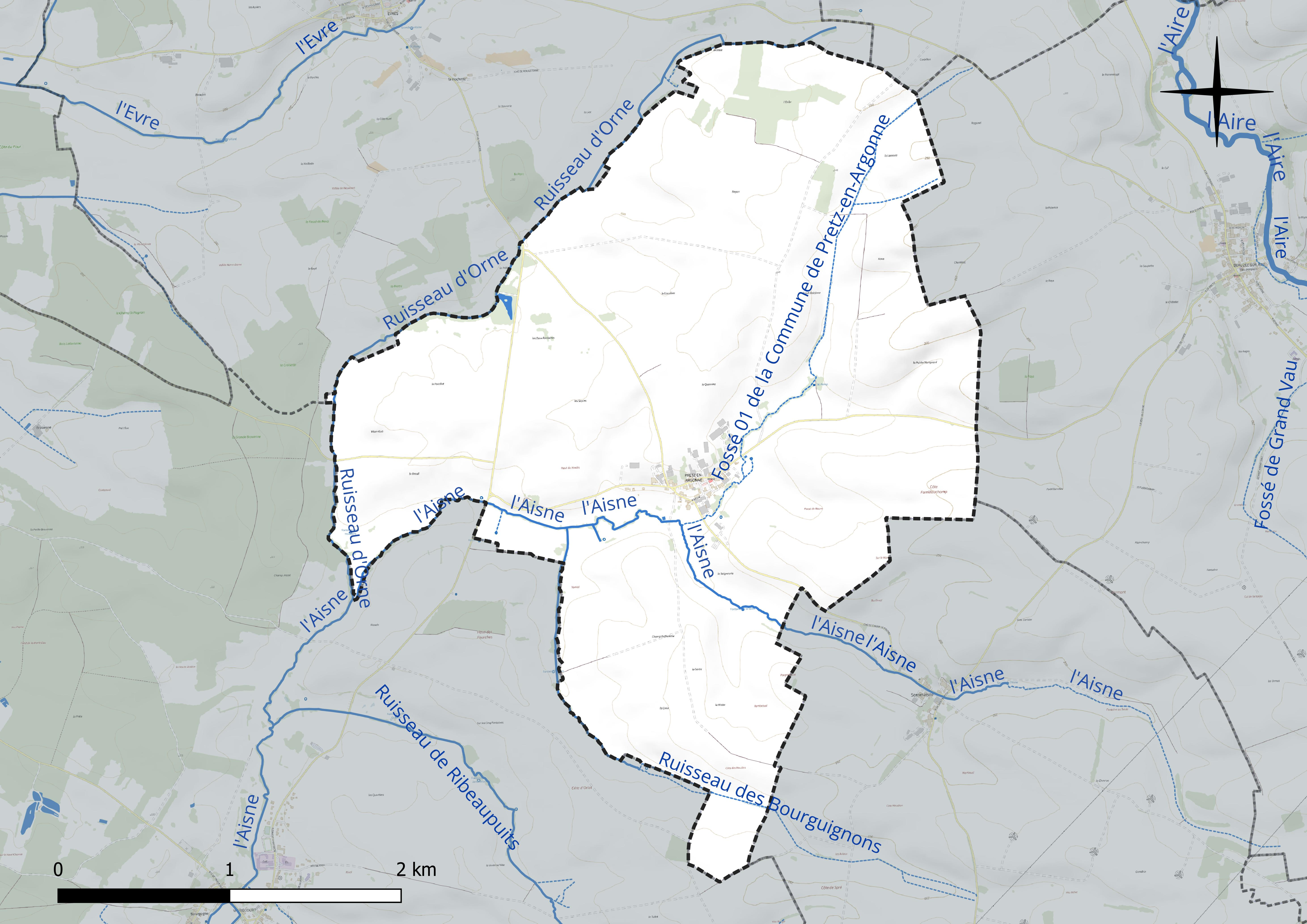
Réseau hydrographique de Pretz-en-Argonne.

### Climat
Pour des articles plus généraux, voir Climat du Grand Est et Climat de la Meuse.
En 2010, le climat de la commune est de type climat de montagne, selon une étude du Centre national de la recherche scientifique s'appuyant sur une série de données couvrant la période 1971-2000. En 2020, Météo-France publie une typologie des climats de la France métropolitaine dans laquelle la commune est exposée à un climat océanique altéré et est dans la région climatique  Lorraine, plateau de Langres, Morvan, caractérisée par un hiver rude (1,5 °C), des vents modérés et des brouillards fréquents en automne et hiver. 
Pour la période 1971-2000, la température annuelle moyenne est de 9,7 °C, avec une amplitude thermique annuelle de 15,8 °C. Le cumul annuel moyen de précipitations est de 999 mm, avec 13,9 jours de précipitations en janvier et 9,5 jours en juillet. Pour la période 1991-2020, la température moyenne annuelle observée sur la station météorologique de Météo-France la plus proche, « Triaucourt_sapc », sur la commune de Seuil-d'Argonne à 7 km à vol d'oiseau, est de 11,0 °C et le cumul annuel moyen de précipitations est de 796,7 mm. 
La température maximale relevée sur cette station est de 40,1 °C, atteinte le 25 juillet 2019 ; la température minimale est de −17,8 °C, atteinte le 20 décembre 2009,,. 
Les paramètres climatiques de la commune ont été estimés pour le milieu du siècle (2041-2070) selon différents scénarios d'émission de gaz à effet de serre à partir des nouvelles projections climatiques de référence DRIAS-2020. Ils sont consultables sur un site dédié publié par Météo-France en novembre 2022.

## Urbanisme

### Typologie
Au 1er janvier 2024, Pretz-en-Argonne est catégorisée commune rurale à habitat dispersé, selon la nouvelle grille communale de densité à sept niveaux définie par l'Insee en 2022.
Elle est située hors unité urbaine et hors attraction des villes,.

### Occupation des sols
L'occupation des sols de la commune, telle qu'elle ressort de la base de données européenne d’occupation biophysique des sols Corine Land Cover (CLC), est marquée par l'importance des territoires agricoles (100 % en 2018), une proportion identique à celle de 1990 (100 %). La répartition détaillée en 2018 est la suivante : 
terres arables (76,2 %), prairies (14,5 %), zones agricoles hétérogènes (9,3 %). L'évolution de l’occupation des sols de la commune et de ses infrastructures peut être observée sur les différentes représentations cartographiques du territoire : la carte de Cassini (XVIIIe siècle), la carte d'état-major (1820-1866) et les cartes ou photos aériennes de l'IGN pour la période actuelle (1950 à aujourd'hui).

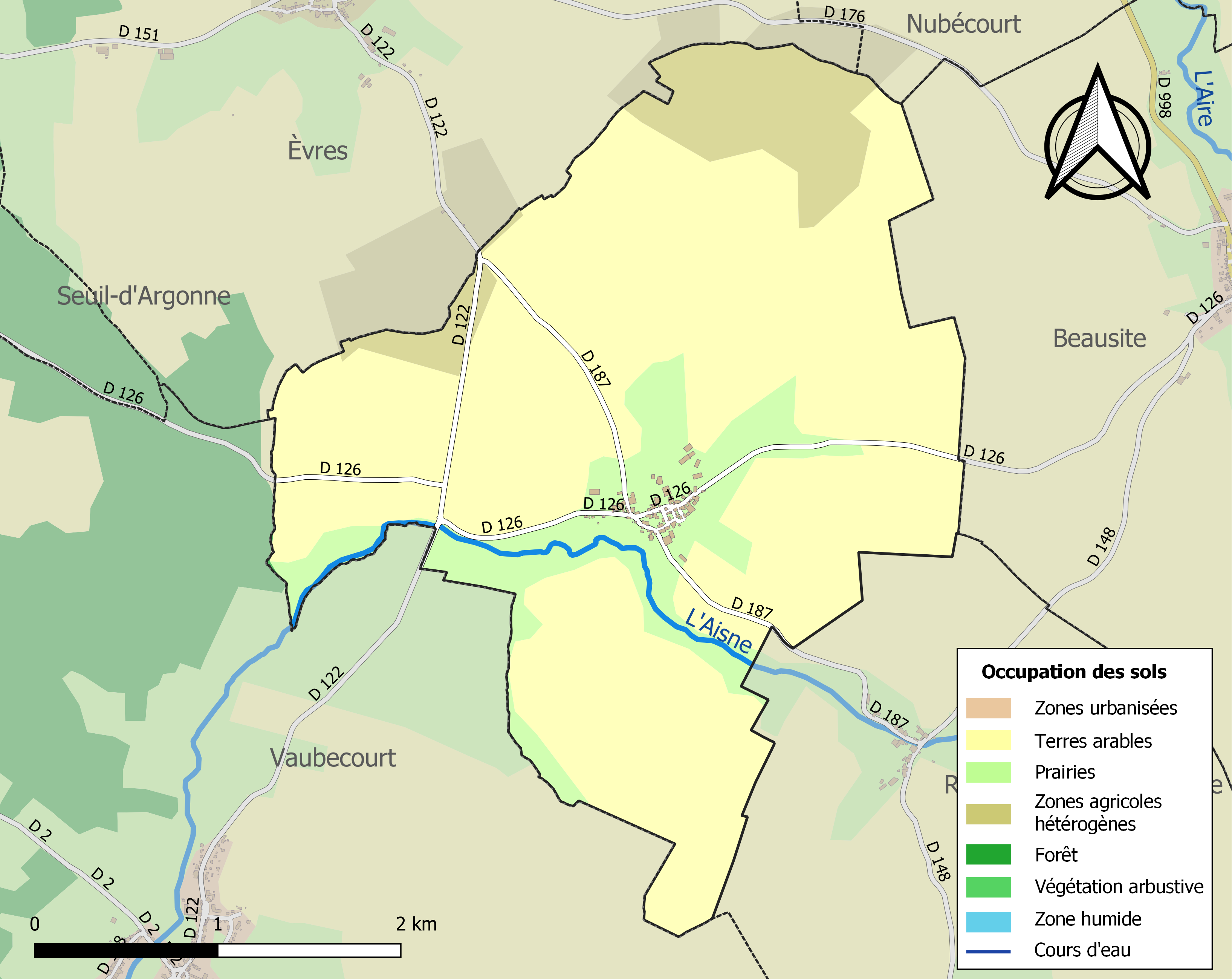
Carte des infrastructures et de l'occupation des sols de la commune en 2018 (CLC).

## Toponymie
Le nom de la localité est attesté sous les formes Preus (XIIe siècle) ; Pratella (1306) ; Prez (1556) ; Priez (1700) ; Pratum ; Pretz ou Pretz-en-Argonne.

Dérivé du latin prata, pluriel du neutre pratum « pré », considéré comme un féminin qui a donné l'ancien français prée, suivi du suffixe diminutif -ellam, donc un « petit pré ».
Par arrêté du 22.12.1989, Pretz prend le nom de Pretz-en-Argonne ( J.O., 31.01.1990 ).

L'Argonne est une région naturelle de la France, qui chevauche les départements de la Marne, des Ardennes et de la Meuse.

## Histoire
Durant la Première Guerre mondiale, le 6 septembre 1914, la ligne de front se situe dans la commune, tenu par le 106e régiment d'infanterie, le village est bombardé par l'artillerie allemande.

## Politique et administration
| Période                                  | Période                   | Identité                                      | Étiquette | Qualité     |
| ---------------------------------------- | ------------------------- | --------------------------------------------- | --------- | ----------- |
| Les données manquantes sont à compléter. |                           |                                               |           |             |
| mars 2001                                | mars 2008                 | Michel Zambaux                                |           |             |
| mars 2008                                | En cours (au 25 mai 2020) | Thierry Ramand Réélu pour le mandat 2020-2026 |           | Agriculteur |

## Démographie
L'évolution du nombre d'habitants est connue à travers les recensements de la population effectués dans la commune depuis 1793. Pour les communes de moins de 10 000 habitants, une enquête de recensement portant sur toute la population est réalisée tous les cinq ans, les populations de référence des années intermédiaires étant quant à elles estimées par interpolation ou extrapolation. Pour la commune, le premier recensement exhaustif entrant dans le cadre du nouveau dispositif a été réalisé en 2004.

En 2022, la commune comptait 61 habitants, en évolution de −19,74 % par rapport à 2016 (Meuse : −4,4 %, France hors Mayotte : +2,11 %).
| 1793 | 1800 | 1806 | 1821 | 1831 | 1836 | 1841 | 1846 | 1851 |
| ---- | ---- | ---- | ---- | ---- | ---- | ---- | ---- | ---- |
| 301  | 330  | 297  | 321  | 340  | 344  | 346  | 347  | 335  |

| 1856 | 1861 | 1866 | 1872 | 1876 | 1881 | 1886 | 1891 | 1896 |
| ---- | ---- | ---- | ---- | ---- | ---- | ---- | ---- | ---- |
| 346  | 335  | 328  | 290  | 274  | 259  | 247  | 241  | 223  |

| 1901 | 1906 | 1911 | 1921 | 1926 | 1931 | 1936 | 1946 | 1954 |
| ---- | ---- | ---- | ---- | ---- | ---- | ---- | ---- | ---- |
| 215  | 218  | 201  | 121  | 113  | 117  | 130  | 118  | 117  |

| 1962 | 1968 | 1975 | 1982 | 1990 | 1999 | 2004 | 2006 | 2009 |
| ---- | ---- | ---- | ---- | ---- | ---- | ---- | ---- | ---- |
| 108  | 103  | 70   | 66   | 57   | 54   | 57   | 57   | 63   |

| 2014 | 2019 | 2022 | - | - | - | - | - | - |
| ---- | ---- | ---- | - | - | - | - | - | - |
| 73   | 65   | 61   | - | - | - | - | - | - |

## Culture locale et patrimoine

### Personnalités liées à la commune
- Claude Fabry, natif de Pretz-en-Argonne, il se rend à l'université de Dôle en Franche-Comté. Il y est reçu docteur en médecine. Il va alors s'établir à Dijon avec son épouse Anne Goffier. Il y produit divers ouvrages tels Les paradoxes de la cure de la peste, par une méthode succincte, contre l'opinion de ceux qui en ont écrit et pratiqué par le passé. En 1571, on édite à Rouen et à Paris chez Robert Marin Les Présages des mutations de l'air puis en 1572, Les Présages Diaires et Almanachs. Il est rangé dans la catégorie des médecins et astrophiles par des bibliophiles de 1725[22]. Est un des plagiaires de Nostradamus[23]. Considéré comme protestant, il semble exécuté en 1569 (en raison de la Saint Barthelémy locale ?) et ses biens sont vendus aux enchères. Sa veuve de remarie avec Jehan de La Grange, originaire de Molinot en Beaunois (Côte-d'Or), procureur du Roi au siège de Montcenis du bailliage d'Autun, futur lieutenant-général du bailliage d'Autun[24].

### Héraldique, logotype et devise
| Blason de Pretz-en-Argonne | Blason  | Les armoiries de Pretz-en-Argonne se blasonnent ainsi : D'argent à deux trèfles de sinople soutenu par un puits de gueules. |
| Blason de Pretz-en-Argonne | Détails | Armoiries composées par R.A. Louis et mises à disposition de la commune en février 2015.                                    |